# Angostylis tabulamontana
Angostylis tabulamontana är en törelväxtart som beskrevs av Léon Camille Marius Croizat. Angostylis tabulamontana ingår i släktet Angostylis och familjen törelväxter. Inga underarter finns listade i Catalogue of Life.